# راي ألين

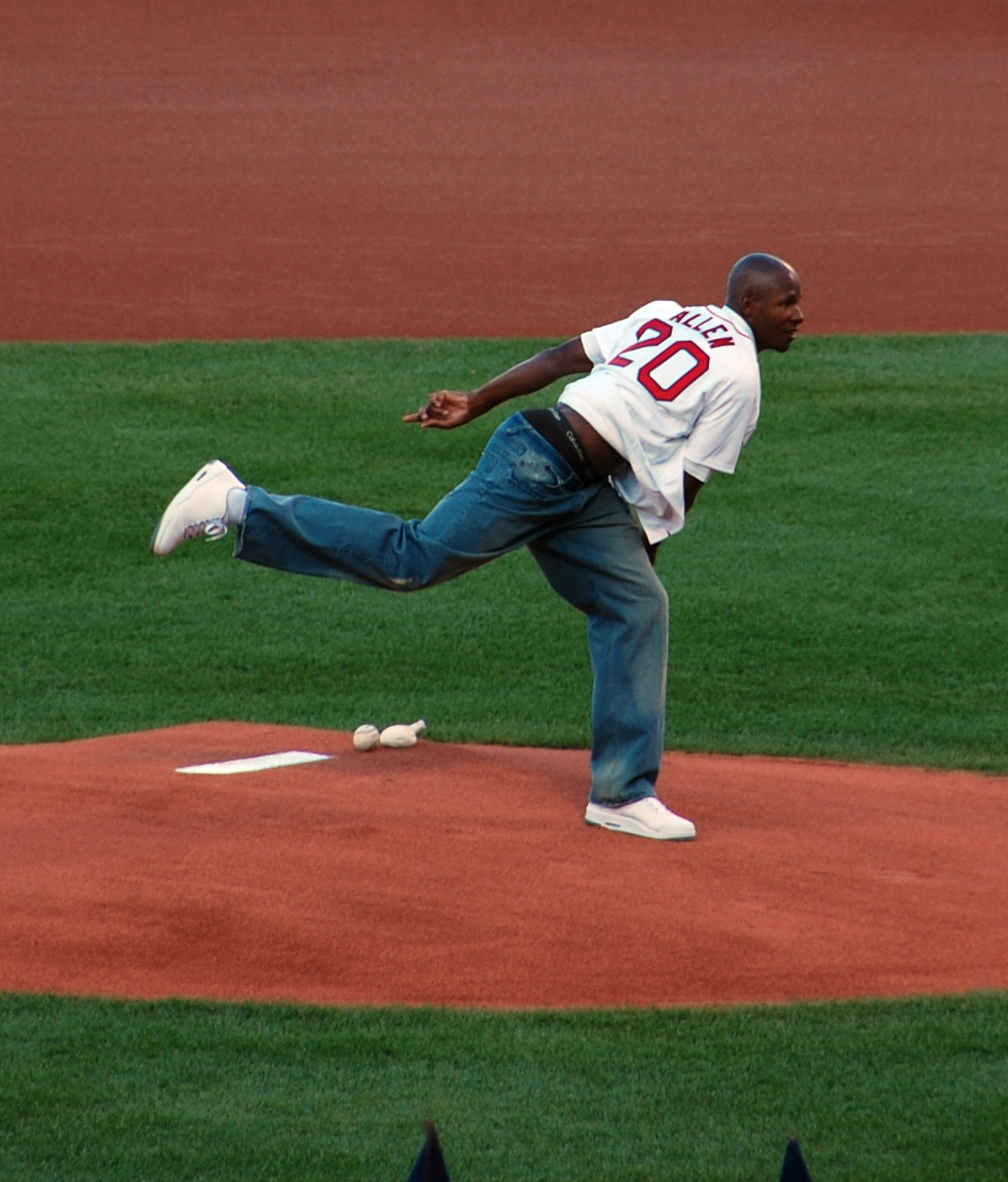
راي ألين

وولتير راي ألين (بالإنجليزية: Ray Allen) (ولد في 20 يوليو، 1975، في ميرسيد، كاليفورنيا) هو لاعب كرة سلة أمريكي محترف، يلعب لصالح بوسطن سلتكس في الدوري الأمريكي لكرة السلة للمحترفين (NBA) وحقق معهم بطولة عام 2008.
يعد ألين من المعروفين بالتهديف بواسطة القفز، وخصوصاً من خارج منطقة الخصم (ثلاث نقاط). كان راي ألين لاعباً ناجحاً ضمن فريق جامعة كناتيكت من عام 1993 إلى 1996. حصل حينئذ على عدة جوائز من بينها أفضل لاعب كرة سلة في الولايات المتحدة عام 1995. في عام 1996 لعب لصالح ميلووكي باكز في دوري المحترفين الأمريكي. منذ 1997 ولسبعة أعوام، ثم انتقل إلى سياتل سوبرسونكس حتى عام 2007. حقق معدلات لا تقل عن 20 نقطة للمباراة. كان من بين منتخب الولايات المتحدة لكرة السلة الفائز بالميدالية الذهبية في أولمبياد سيدني عام 2000. في عام 2005 وقع عقداً مع نادي سياتل سوبرسونيكس لقاء 80 مليون دولار أمريكي لمدة خمسة أعوام. في موسم 2005 - 2006 كان معدل تهديفه 25.1 نقطة للمباراة.

## وصلات خارجية
- راي ألين على موقع الاتحاد الدولي لكرة السلة (الإنجليزية)
- راي ألين على موقع إن بي أي (الإنجليزية)
- راي ألين على موقع سبورتس رفرنس (الإنجليزية)
- راي ألين على موقع كرة السلة الأوروبية.كوم (الإنجليزية)
- راي ألين على موقع إي إس بي إن.كوم (الإنجليزية)
- راي ألين على موقع كلية كرة السلة في سبورتس رفرنس.كوم (الإنجليزية)
- راي ألين على موقع ريلجم (الإنجليزية)
- راي ألين على موقع بروبوليرز (الإنجليزية)
- راي ألين على موقع سبورتس رفرنس (الإنجليزية)
- راي ألين على موقع اللجنة الأولمبية الدولية (الإنجليزية)

- راي ألين على موقع IMDb (الإنجليزية)
- راي ألين على موقع ألو سيني (الفرنسية)
- راي ألين على موقع أول موفي (الإنجليزية)
- راي ألين على موقع قاعدة بيانات الأفلام السويدية (السويدية)
- راي ألين على موقع إن إن دي بي (الإنجليزية)
- راي ألين على موقع قاعدة بيانات الفيلم (الإنجليزية)
- راي ألين على موقع كينوبويسك (الروسية)
- راي ألين في NBA.com